# Michael Zetterer
Michael Zetterer (* 12. Juli 1995 in München) ist ein deutscher Fußballspieler. Der Torwart steht seit 2025 bei Eintracht Frankfurt unter Vertrag.

## Karriere

### Verein
Zetterer wechselte 2006 von der DJK Darching zur SpVgg Unterhaching. Dort wurde er bis 2012 in den Jugendmannschaften eingesetzt. Ab der Saison 2012/13 spielte er auch in der Reservemannschaft der Unterhachinger. Im Dezember 2012 unterschrieb er einen von 2013 bis 2016 laufenden Profivertrag. Am 2. März 2013 saß er zum ersten Mal auf der Ersatzbank der Oberbayern, kam jedoch nicht zum Einsatz. Ein Jahr später konnte er bei der 2:4-Niederlage gegen den Halleschen FC sein Drittligadebüt feiern. Im weiteren Verlauf der Saison 2013/14 gelang es ihm, Korbinian Müller aus dem Tor der Unterhachinger zu verdrängen und Stammtorwart zu werden.
Zetterer wechselte zur Rückrunde der Saison 2014/15 zu Werder Bremen. Dort spielte er zunächst für die zweite Mannschaft, mit der er am Saisonende 2015 als Meister der Regionalliga Nord in die 3. Liga aufstieg. Im Januar 2016 zog er sich im Trainingslager einen Kahnbeinbruch an der linken Hand zu und konnte erst am fünften Spieltag der nachfolgenden Saison wieder eingesetzt werden. In der Bundesligaelf von Werder Bremen kam er bis jetzt noch zu keinem Einsatz. Er erhielt trotzdem schon zwei gelbe Karten, weil er von der Ersatzbank aus reklamierte (im Dezember 2015 gegen Eintracht Frankfurt und im September 2017 gegen den Hamburger SV). Im November 2017 wurde ein weiterer Eingriff am linken Handgelenk notwendig.
Nachdem er seit Mai 2017 nicht mehr gespielt hatte, wurde dem wieder genesenen Zetterer bei der zur Saison 2018/19 in die Regionalliga abgestiegenen zweiten Mannschaft der Bremer keine Chance auf einen Einsatz mehr zuteil. Innerhalb der Winterpause hielt er sich beim Drittligisten Würzburger Kickers im Rahmen eines Probetrainings mit Option auf eine Übernahme gemeinsam mit den weiteren Testspielern Eric Verstappen und Niklas Zulciak fit.
Im Februar 2019 wurde der Torwart nach Verlängerung seines Vertrages bis 2020 an den österreichischen Zweitliga-Aufsteiger SK Austria Klagenfurt verliehen. Mit dem Verein hielt er die Klasse und lief in 14 Ligaspielen auf. Für den Tabellenachten hielt der Deutsche viermal zu Null.
Zur Saison 2019/20 wurde der Torwart für zwei Jahre in die Niederlande an den Ehrendivisionisten PEC Zwolle verliehen. Zuvor war sein Vertrag in Bremen erneut verlängert worden. In Zwolle konnte der Deutsche ab dem 14. Spieltag Stammkeeper Xavier Mous verdrängen.
Zur Saison 2021/22 kehrte Zetterer zum SV Werder zurück, der zuvor in die 2. Bundesliga abgestiegen war. Dort traf er auf den Stammtorwart Jiří Pavlenka, Stefanos Kapino, der von einer Leihe beim SV Sandhausen zurückgekehrt war, und Eduardo Dos Santos Haesler. Als Pavlenka am 1. Spieltag verletzt ausfiel, erhielt er vom Cheftrainer Markus Anfang den Vorzug vor Kapino und gab sechseinhalb Jahre nach seiner Ankunft sein Debüt für die Profimannschaft. Auch als Pavlenka am 6. Spieltag in den Kader zurückkehrte, hielt Anfang an Zetterer fest. Ab dem 12. Spieltag setzte Anfang jedoch wieder auf Pavlenka als Stammtorwart und Zetterer nahm erneut die Rolle als Stellvertreter ein. An dieser Reihenfolge änderte sich auch nach dem Trainerwechsel von Anfang zu Ole Werner Ende November 2021 nichts.
Auch nach dem direkten Wiederaufstieg in die Bundesliga ging Werder mit Pavlenka als Stammtorwart und Zetterer als Stellvertreter in die Saison 2022/23. Am 6. Spieltag gab Zetterer gegen den FC Augsburg sein Bundesliga-Debüt, als er in der 29. Spielminute für den verletzten Pavlenka eingewechselt wurde. Sein Startelfdebüt in der Bundesliga gab er am 25. Spieltag derselben Saison gegen Borussia Mönchengladbach.
Im August 2025 wechselte er zu Eintracht Frankfurt und unterschrieb dort einen Vertrag bis 2029.

### Nationalmannschaft
Sein Debüt in der U21-Nationalmannschaft gab er am 15. November 2016 bei der 0:1-Niederlage gegen die Auswahl Polens in Tychy.

## Erfolge
- Aufstieg in die Bundesliga: 2022